# القوات الجوية العربية السورية
القوات الجوية العربية السورية هي فرع الطيران في القوات المسلحة السورية. تعد القوات الجوية السورية واحدة من أضخم القوات الجوية في الوطن العربي بأسره، إذ أنها تضمُّ 452 مركبة جوية ، والمورد الأساسيّ لها هو الاتحاد السوفيتي سابقاً وروسيا حالياً، اللّذان تنتمي إليهما الغالبية العظمى من مركبات القوات الجوية السورية. تتبع قيادة القوات الجوية السورية قوات الدفاع الجوي السوري، المسلَّحة ببطاريات سام سوفييتية الصنع، والتي كان لها دورٌ كبير جداً في حروب سوريا مع إسرائيل.
تأسَّست القوات الجوية العربية السورية في سنة 1948 عقبَ استقلال سوريا عن فرنسا، ونمت وتطوَّرت كثيراً منذ ذلك الوقت بمساعدة الاتحاد السوفيتي الذي أمدَّها بالكثير من الأسلحة المتطورة، ولو أن أغلب طائراتها تعود إلى حقبة الستينيات والسبعينيات. خاضت القوات الجوية السورية ثلاثة حروب أساسية مع إسرائيل منذ تأسيسها، هي حرب الأيام الستة سنة 1967 وحرب تشرين سنة 1973 وحرب لبنان سنة 1982، وتكبَّدت خلالها خسائر هائلة تبلغ حوالي 400 طائرة، فيما كبَّدت القوات الجوية الإسرائيلية خسائر أصغر بكثير. كما وردت تقارير عن استخدام السلطات السورية لها في مواجهة تمرد الإخوان المسلمين في الثمانينيات، وقد شاركت بشكل فعّال في مُختلف معارك الحرب الأهلية السورية.

## التاريخ

### حرب 1967

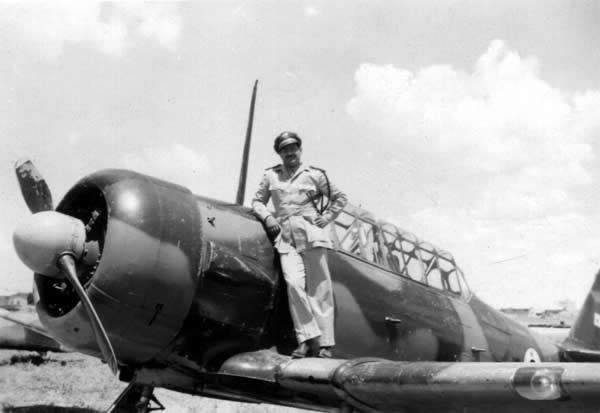
طيَّار سوري مع طائرته من طراز "هارفارد آت-6" في خمسينيات القرن العشرين.

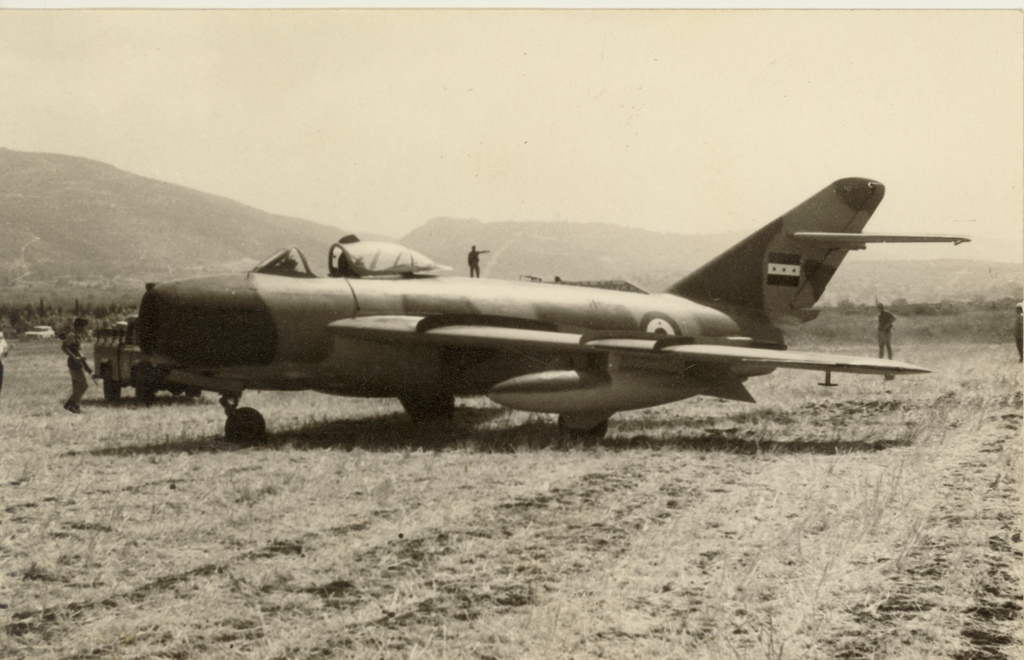
إحدى طائرتي الميغ-17 السورية اللتين هبطتا بالخطأ في موشاف بتزيت واستولى عليهما الجيش الإسرائيلي.

تألفت القوات الجوية العربية السورية عند بدء حرب 1967 من حوالي 100-150 طائرة ميج-21 وميغ-17. في الساعة الحادية عشرة من ظهر 5 حزيران سنة 1967 وبعدَ أن كانت قد انتهت طائرات القوات الجوية الإسرائيلية من دكّ المطارات المصرية انتقلت إلى سوريا وبدأت بالإغارة على مطاراتها، وكان من أولى المطارات التي استهدفتها بالقصف مطار المزة العسكري في العاصمة دمشق، وقد تمكّنت الطائرات الإسرائيلية بالفعل من تدمير مدرج المطار وتعطيل حركة الطيران فيه، غير أنها خسرت إحدى طائراتها في العملية. وعلى إثر ذلك دخلَ سلاح الجو السوري أخيراً في الحرب، مع أنه كان متأخراً حيث كانت المطارات المصرية قد دُمِّرت بالفعل، غير أنه لم يُنفذ سوى غارة حقيقية واحدة داخل إسرائيل نفسها هي قصف مصفاة النفط في مدينة حيفا في الساعة الثانية عشرة من ظهر اليوم نفسه، وكانت تلك أول وآخر غارة جوية في قلب إسرائيل يُنفذها الطيران السوري في الحرب كلها، كما كان الخامس من حزيران أيضاً - اليوم الأول من الحرب - هو اليوم الذي دكت فيه كل مدارج المطارات السورية.
وخلال مجمل الحرب اكتفى سلاح الجو السوري بقصف المستوطنات الإسرائيلية الحدودية، وقد حاولَ متأخراً في الخامس من حزيران وبعد عودة الأسراب الإسرائيلية من مصر التوغل داخل إسرائيل فتكبَّد خسائر ضخمة. وبنهاية الحرب كان قد تعرَّض مطارا المزة والضمير العسكريَّان لتدمير كبير وخُرّبت مدارجهما بالكامل، فضلاً عن عدد من المطارات العسكرية الأخرى وعن تدمر أعداد هائلة من من الطائرات في مدارجها. وعلى الرُّغم من كل هذا فإن تصريحات الإذاعة السورية استمرَّت بإذاعة أنباء عن تساقط الطائرات الإسرائيلية في السماء السورية بالعشرات والمئات، وتحدثت عن سُقوط 30 طائرة إسرائيلية في اليوم الأول من الحرب وحده على أيدي الطائرات السورية والمدفعية المضادَّة للطائرات، غير أن هذه التصاريح كانت مملوءة بالكثير من المبالغات وقلة الدقة.
خسرت سوريا إجمالاً 60 طائرة (32 ميج-21، 16 ميج-17، 2 إليوشن-28، 2 إليوشن-14، 2 سي-27، 2 ميل مي-6، 4 ميل مي-4) من حوالي 150 طائرة خلال حرب سنة 1967، دُمرّت الغالبية الساحقة منها في مطاراتها دون قتال أساساً، وأما إسرائيل فلم تخسر سوى 46 طائرة (على كلا الجبهتين السورية والمصرية).

### حرب 1973

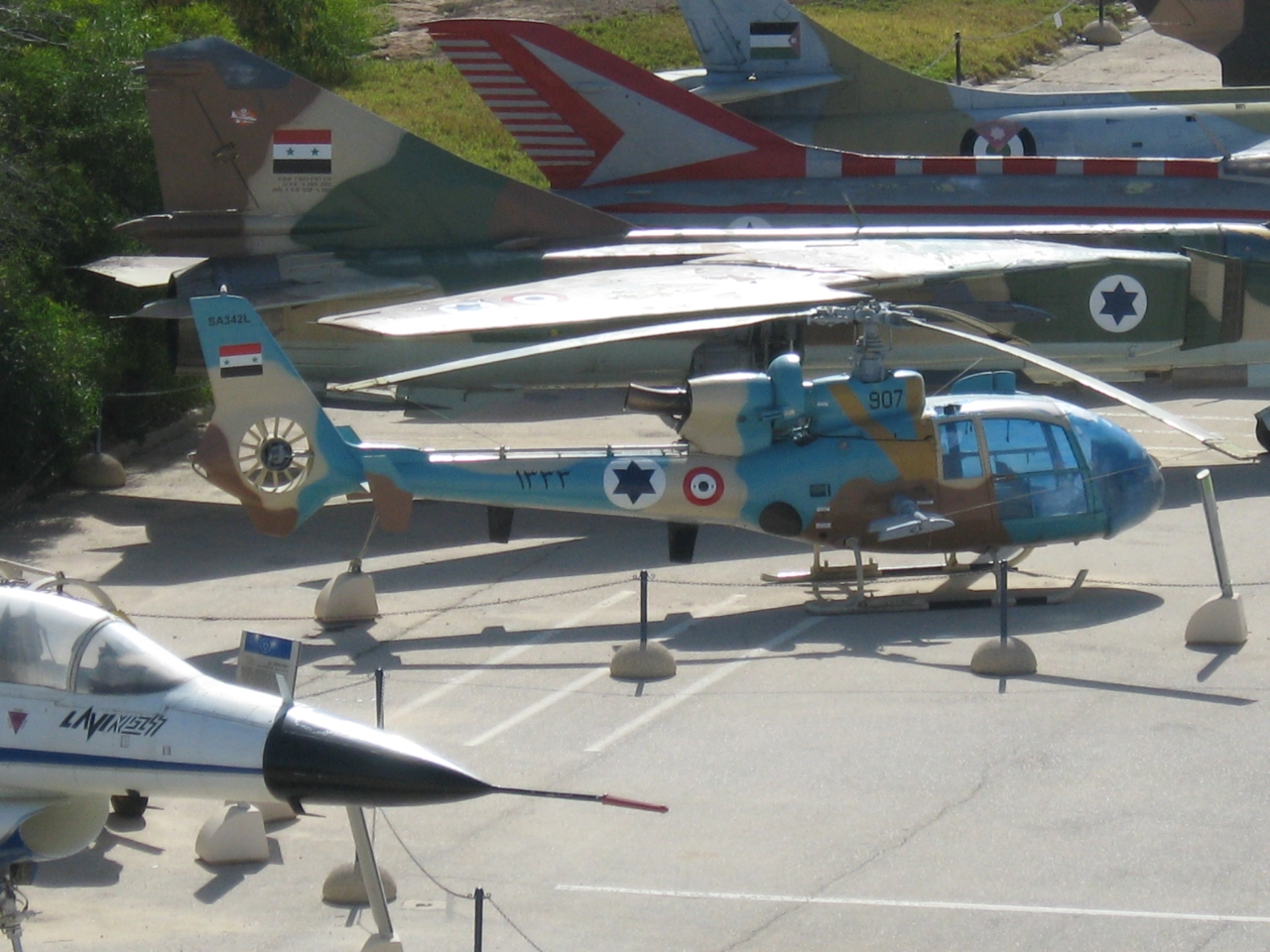
مروحية غازيل وطائرة ميغ-23 سوريَّتين سابقتين، استولت عليهما القوات الجوية الإسرائيلية.

عند اندلاع حرب تشرين سنة 1973 كان سلاح الجو السوري يَتألف من 300 طائرة مقاتلة وأكثر من 100 بطارية صواريخ سام و500 منصة إطلاق صواريخ و400 مدفع مضاد للطائرات. شاركت في الحرب حوالي 100 طائرة سورية بالمجمل، واستهدفت في غاراتها الكثير من مواقع الدفاع والمراقبة والمدفعية الإسرائيلية بالإضافة إلى مواقع إستراتيجية أخرى. لكن خلال الحرب كلها لم تشنَّ القوات الجوية السورية سوى غارة واحدة في قلب إسرائيل استهدفت مدينة حيفا، غير أنها هي نفسها لم تكن ناجحة كثيراً. يُمكن تقييم أداء الدفاع الجوي السوري عموماً في الحرب بمتوسط إلى جيد، فقد كبَّد القوات الجوية الإسرائيلية خسائر كبيرة نسبياً، ونجحَ في حرمان القوات الإسرائيلية من الدَّعم الجوي طوال الأيام الثلاث الأولى من الحرب، فضلاً عن استمراره بضرب دعمها الجوي وإضعاف أدائه طوال باقي الحرب. لكن على الرُّغم من ذلك فقد تمكن الطيران الإسرائيلي من ضرب أهداف في قلب سوريا دون أن يَشهد مقاومة كبيرة، وعند مقارنة خسائر الطيران الإسرائيلي بالسوري في مجمل الحرب فإن خسائر الثاني أكبر بكثير، ومع ذلك كله فإن سلاح الجو السوري قدَّمَ أداءً عالياً قياساً بخسائر الطائرات والضربات المتكررة التي تعرض لها، كما استمرَّ بصيانة المطارات واستخدامها على الرغم من الغارات الجوية الكثيرة التي أصابتها مراراً وتكراراً.
خسرت سوريا خلال حرب تشرين ككل 135 طائرة، ثلاثة أرباعها سقطت في معارك جو - جو، وأما إسرائيل فلم تخسر سوى 4 طائرات في هذه المعارك، غير أن إجمالي خسائرها الجوية في الحرب (وهذا الرقم يشمل خسائرها على كلا الجبهتين السورية والمصرية) 102 طائرة، إذ سقطت معظم طائراتها بالشيلكا ومضادات الطائرات.

### تمرد الإخوان
استخدم سلاح الجو العربي السوري عدَّة مرات للمشاركة في قمع تمرد الإخوان المسلمين في الثمانينيات على نظام حافظ الأسد. كما استخدمت خلال مجزرة حماة في سنة 1982 العديد من الطائرات العامودية في قصف المدينة جواً ودك أحيائها، وقد قُصفَت أحياء المدينة القديمة جواً بالقنابل والقذائف نظراً لضيق شوارعها، ولذلك فقد كان الهدف من القصف ردمها وتسهيل دخول الدبابات والمصفحات إلى طرقاتها. وبالمجمل كانت الآليات والمركبات الجوية التي استخدمت في المجزرة مروحيات عسكرية مزوَّدة بصواريخ مضادة للدروع من نوعية الجو - أرض.
وقد استخدمت المروحيات العسكرية أيضاً في عدة مجازر وحملات أخرى أيام الثمانينيات أغلبها في منطقة جبل الزاوية بمحافظة إدلب شمال سوريا، ومن أبرزها اجتياحات بلدات أريحا ومحمبل وبلين التي وقعت كلها في سنة 1980.

### حرب لبنان
جرت بعض المناوشات بين القوات الجوية العربية السورية والطيران الإسرائيلي قبل بدء حرب لبنان سنة 1982، وكان من ضمنها إسقاط طائرات إف-16 الإسرائيلية لمروحيَّتي ميل مي-8 سوريَّتين في 28 أبريل سنة 1981. وبعد هذه الأحداث نصبت سوريا عدداً من بطاريات سام المضادة للطيران في سهل البقاع، وعندَ اندلاع الحرب قرَّرت إسرائيل تدمير هذه البطاريات، ولذلك فقد أطلقت القوات الجوية الإسرائيلية عملية في 9 حزيران - ثالث أيام الحرب - الغرض منها دك كل بطاريات سام السورية بالبقاع، وهنا خاضت القوات الجوية السورية والإسرائيلية واحدة من أضخم المعارك الجوية من أيام الحرب العالمية الثانية، غير أنها جاءت بنتائج كارثية. هُناك خلاف على كمية الخسائر، فالتصريحات الرسمية السورية قالت أنها خسرت 14 طائرة وأسقطت 19 في اليوم الأول، ثم خسرت 7 وأسقطت 6 في اليوم الثاني، كما قالت مصادر سوفيتية أن عدد الطائرات الإسرائيلية التي سقطت في المعركة كان 67، وأما إسرائيل فقالت أنها دمَّرت بطاريات سام الـ19 وأسقطت 87 طائرة سورية دون خسائر على الإطلاق. وأياً كانت الأرقام الحقيقية فقد صرَّحت إسرائيل بانتصارها في المعركة فيما اعترفت سوريا بالهزيمة.
خسرت سوريا خلال مُجمَل الحرب حوالي 100 طائرة، منها 88 سقطت في معارك جو - جو، وأغلبها كانت في معركة البقاع، وأما إسرائيل فخسرت 10 طائرات فحسب، ولم تسقط أيٌّ منها في معارك جوية.

### الحرب الأهلية السورية
وردت التقارير الأولى عن دخول القوات الجوية العربية السورية في قمع الاحتجاجات التي عصفت بالبلاد في سنة 2011 خلال اجتياح مدينتي جسر الشغور ومعرة النعمان الواقعتين في محافظة إدلب شمال غرب سوريا. حيث قال ناشطون أن المروحيات العسكرية استخدمت في إطلاق النار على المتظاهرين بمدينة جسر الشغور في 4 و5 حزيران سنة 2011، وهي عملية أدَّت إلى مقتل 38 مدنياً خلال يومين، ثمَّ تلاها بأيام تفريق عشرات آلاف المتظاهرين في مدينة معرة النعمان بإطلاق نار من رشاشات ثقيلة داخل مروحيات تحلق في الجوّ وتطلق النار، مما أدى إلى مقتل أربعة متظاهرين وإصابة عشرات آخرين.
جاء الاستخدام الثاني لسلاح الجو في حمص في شهر شباط سنة 2012 خلال حملة بابا عمرو وما تبعها، حيث شاركت المروحيات العسكرية في قصف حيّ بابا عمرو للمرَّة الأولى في 9 شباط، وبعدها بشهر أعلن قائد الجيش السوري الحر العقيد رياض الأسعد عن إسقاط مروحية كانت تشارك في الحملة على مدينة إدلب. ولكن مع ذلك فقد قال ناشطون آخرون في 27 آذار أن المروحيات استخدمت للمرة الأولى في قصف عدة أحياء بالمدينة ذلك اليوم، وأنها كانت تحلق في السماء في السابق غير أنها لم تُستَخدم بالقصف من قبل. واستخدمت المروحيات في العمليات العسكرية مجدداً، إذ أفيد باستخدامها في قصف ريف حلب في 25 آذار مستهدفة مدن عندان وحريتان وأعزاز، مما أدَّى إلى سقوط الكثير من القتلى وتهدم عدة منازل، كما استخدمت المروحيات في اليوم ذاته خلال اجتياح الجيش لمنطقة اللجاة في محافظة درعا بعد أن تحصَّن بها عدد من المنشقين. ودخلت المروحيات العسكرية في حملة ريف حماة بعد ذلك بأسبوعين، إذ شاركت في قصف بلدة كفرزيتا في 9 نيسان سنة 2012. لكن وحتى ذلك الوقت، فإن أكثر أسلحة القوات الجوية السورية فتكاً وهي الطائرات الحربية - سوفيتية الصنع في أغلبها - لم تُستَخدم حتى الآن في قصف المدن، وقد يكون ذلك بهدف تلافي المزيد من الضغوطات الدولية على الحكومة.
وأما من ناحية الانشقاقات، فقد وردت أنباء أول انشقاق لضابط كبير في سلاح الجو السوري في 3 شباط سنة 2012 عندما بث العقيد الطيار الركن «قاسم سعد الدين» فيديو يُعلن فيه انشقاقه عن النظام السوري وانضمامه إلى الانتفاضة الشعبية ضده. وقد تبعه بأسابيع في 22 شباط التالي انشقاق العقيد «عبد العزيز كنعان» من سلاح الجو السوري أيضاً. كما أفادت أنباء بثتها قناة العربية وذكرها المجلس الوطني السوري في 24 آذار التالي وفي أول حادثة من نوعها عن انشقاق قائد مروحية عسكرية خلال معركة ريف حلب، وقصفه مقر الأمن العسكري في مدينة أعزاز الواقعة شمال محافظة حلب، وذلك بعد أن رفض أوامر تلقاها بقصف المدينة جواً، ثم توجّه بعد نفاذ ذخيرته إلى تركيا وهبطَ بمروحيته في أراضيها. لكن النظام من السوري من جهته نفى نفياً تاماً حدوث مثل هذا الانشقاق، ونقلت وكالة سانا الرسمية عن مصدر مسؤول أن خبر الانشقاق عار عن الصحة.

## تاريخ التسليح

### التأسيس (الأربعينيات والخمسينيات)
تأسَّست القوات الجوية العربية السورية رسمياً في سنة 1948، بعدَ استقلال سوريا عن فرنسا وتخرُّج الدفعة الأولى من الطيارين السوريين من مدارس الطيران البريطانية في المملكة المتحدة، ووُلدت كقيادة مستقلة من الجيش العربي السوري. كما أنها تأثَّرت بطبيعة الحال بعد اتحاد مصر وسوريا في الجمهورية العربية المتحدة في الخمسينيات، وتطوَّرت ونمت نتيجة لذلك.

### التطور (السبعينيات والثمانينيات)
جاء أكبر تطور ونموٍّ للقوات الجوية العربية السورية خلال القرن العشرين تحتَ حكم حافظ الأسد، إذ أنه بنى علاقات وثيقة مع الاتحاد السوفيتي، وقد سمحَ ذلك لسوريا بالحصول على الكثير من العتاد القتالي والأسلحة المتطورة منه، وتطوَّرت القوات الجوية السورية كثيراً. لكن نظراً إلى التعتيم الإعلامي الشديد والتغطية في عهده على كل ما له علاقة بالقطاعات العسكرية في الدولة فمن الصَّعب معرفة حجم القوات الجوية الدقيق في أيامه، بل ولا زال هذا مستمراً اليوم في عهد ابنه بشار الأسد.
خاضت القوات الجوية السورية في أيام حافظ عدَّة حروب مع إسرائيل وتكبَّدت خلالها خسائر ضخمة جداً.
في سنة 1985 بلغ إجماليُّ عدد المركبات الجوية عند القوات الجوية العربية السورية 650 مركبة تقريباً، موزعة على 9 أسراب مقاتلة أرضية و15 سرباً اعتراضيًّا. وفي سنة 1986 شاعت تقارير تتحدَّث عن موافقة الاتحاد السوفيتي على منح سوريا سربين مقاتلين على الأقل من طائرات ميغ-29 المتطورة. وقد تسلَّحت القوات الجوية في تلك الفترة بـ90 مروحية ميل مي-24 وسا-342 غازيل على الأقل قادمة من الاتحاد السوفيتي، كما استطاعت سوريا شراء 14 طائرة سو-27. وقد تألفت غالبية طائرات القوات الجوية وقتها من طائرات السو-22 وميغ-21 وميغ-23، وأما عدد الطائرات الحديثة فقد كان صغيراً في الواقع، إذ لم يَمتلك سلاح الجو سوى 20 طائرة سو-24، وربما 14 ميغ-29 إس إم تي، بالإضافة إلى بعض طائرات الميغ-25 وميغ-29.

### التحديث (القرن الواحد والعشرين)
بحلول نهاية القرن العشرين كان لدى القوات الجوية العربية السورية 600 طائرة قتالية، لكن من غير المعروف كم منها كانت قادرة على العمل، كما أن حاجة الصيانة المستمرة للطائرات كانت قد بدأت تُضعِف من قدرة وكفاءة القوات الجوية ككل. وفضلاً عن ذلك فإن عدداً ضخماً من طائراتها كان من مقاتلات الميغ-21 التي تصبح أكثر هرماً وقدماً بشكل متزايد مع مرور الوقت على الطائرات الحديثة، ولا فرصة كبيرة لها في مواجهة مع طائرات إف-15 وإف-16 الإسرائيلية على سبيل المثال. ولهذه الأسباب، فقد بدأت سوريا تقرِّر أخيراً تطوير وتحديث سلاحها الجويّ، وبدأت بطلب طائرات سو-27 من روسيا بالإضافة إلى الميغ-29، التي وردت تقارير غير مؤكدة عن وصول البعض منها في نهاية سنة 2000، وبعد سنتين من ذلك كان قد أصبح عندها 40 طائرة ميغ-29 و30 ميغ-25.
استمرَّت الأعداد بالارتفاع فبلغت الأسراب في سنة 2002 ما قدر بـ25 سرباً قتاليًّا، بينها 17 سرباً اعتراضيًّا والباقي أسراب دفاع وهجوم جويّ، بالإضافة إلى 8 أسراب مقاتلة قاذفة للقنابل مسلَّحة بطائرة ميغ-21 تضمُّ 220 طائرة، و4 أسراب هجومية مسلحة بحوالي 60 طائرة سو-20 وسو-22، كما كان عدد من الأسراب الهجومية مسلحاً بطائرات ميغ-23 بي إن آنذاك. كانت هناك أيضاً ثلاثة أسراب اعتراضية مسلحة بأكثر من 40 طائرة ميغ-29 إيه/يو بي، كما كانَ هناك سربان اعتراضيَّان مسلحين بـ30 طائرة ميغ-25 بي دي فوكسبات، وثلاثة أسراب اعتراضية على الأقل مسلحة بطائرة ميغ-23، وسرب من طائرات سو-24 قاذفة القنابل. وفي سنة 2002 نفسها أيضاً، كان هناك سرب قيد الإنشاء هو «السرب 826» في مدينة القصير بمحافظة حمص ليشمل طائرات سو-27 مقاتلة، وكانت قد دخلت اثنتان من هذه الطائرات الخدمة في سنة 2000، وبقيت 12 طائرة أخرى لتتبعها لاحقاً.

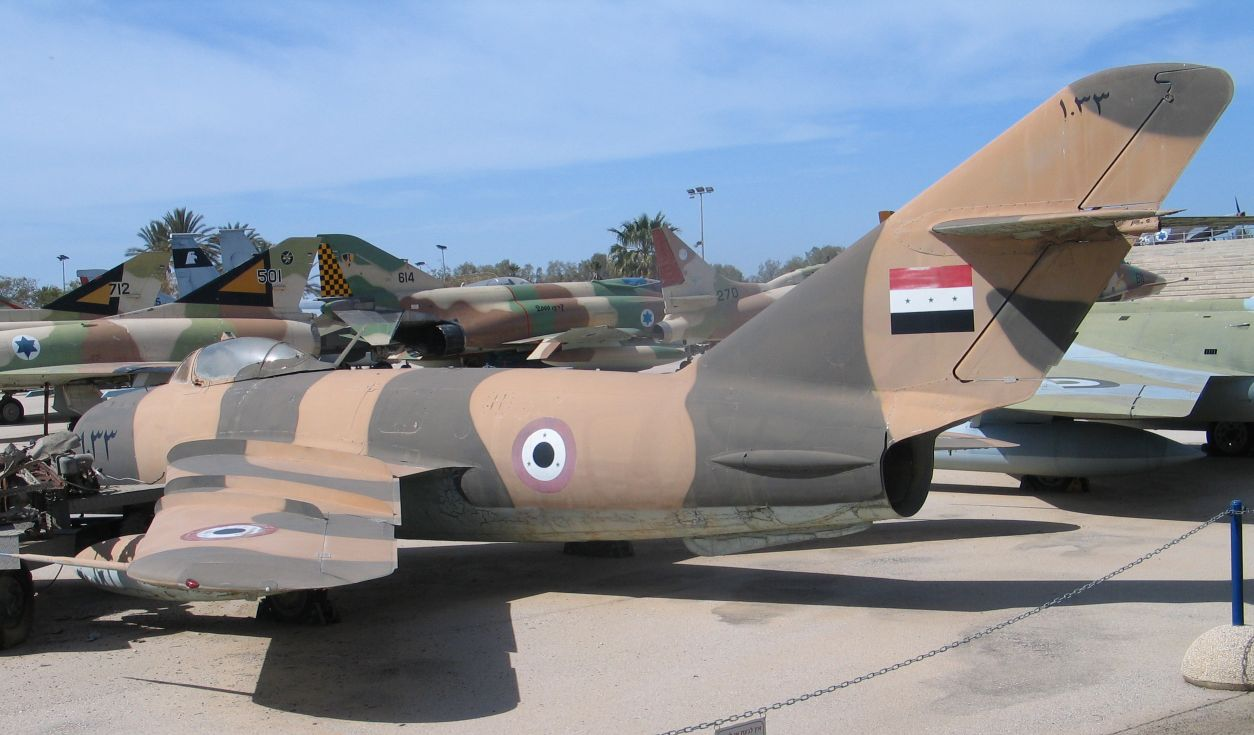
طائرة ميغ-17 سورية استولت عليها إسرائيل.

وقَّعت سوريا عقداً مع روسيا في سنة 2007 للحصول على خمس طائرات ميغ-31، التي كان قد توقَّف إنتاجها منذ سنة 1995، وذلك بعد أن عرضت روسيا على البلدان التي لديها طائرات ميغ-25 القديمة منحها هذه الطائرات الأكثر حداثة. لكن بعد سنتين من ذلك دارت محادثات بين الدولتين بشأن الصَّفقة التي عقدت، نفت روسيا خلالها توقيعها العقد وقالت أنه لم يدخل حيّز التنفيذ أبداً، فيما أصرَّت سوريا على وجود عقد بقيمة 400 إلى 500 مليون دولار في هذا الخصوص. وقد أثارت شائعات مبيعات طائرة الميغ-31 هذه توتراً سياسياً في إسرائيل والولايات المتحدة، الذين يعتبران تسليح سوريا تهديداً للأمن الإسرائيلي.
حصلت سوريا أيضاً على عدد من مقاتلات ميغ-29 إم تي في أواخر العقد الأول من القرن الواحد والعشرين، واختبرتها للمرة الأولى، ويُقدَّر السعر الإجماليُّ لعقود شراء سوريا لهذه الطائرات بزهاء مليار دولار أمريكي.

### قوام القوات الجوية
تألفت القوات الجوية العربية السورية عند بدء الحرب مع إسرائيل في سنة 1967 من حوالي 100 طائرة ميغ-17، ثم نمت بحلول سنة 1973 ليبغ حجم قواتها 300 طائرة مقاتلة وأكثر من 100 بطارية صواريخ سام و500 منصة إطلاق صواريخ و400 مدفع مضاد للطائرات. وفي سنة 1985 بلغ إجماليُّ عدد المركبات الجوية عند القوات الجوية العربية السورية 650 مركبة تقريباً، موزعة على 9 أسراب مقاتلة أرضية و15 سرباً اعتراضيًّا. استمرَّت الأعداد بالارتفاع فبلغت الأسراب في سنة 2002 ما قدر بـ40 سرباً جوياً.
بلغ عدد مجنَّدي القوات الجوية العربية السورية في سنة 1987 حوالي 100,000 جندي منتظم و37,500 جندي احتياط. وقد مثَّل مجندوها ما نسبته 23,8% من إجماليي مجندي القوات المسلحة السورية في سنة 1993، ثمَّ ارتفعت النسبة لتبلغ 30,1% في سنة 2003. وفي سنة 2012 انخفضت أعداد المجندين المنظمين في سلاح الجو لتبلغ 60,000 جندي، بالإضافة إلى 40,000 جندي احتياط، وقد تألَّفت من 10 أسراب إلى 11 سرباً هجومياً مقاتلاً، و16 سرباً مقاتلاً، وسربي نقل، ومجموعة تدريب.

### تاريخ العتاد والأسلحة
يُبيِّن الجدول الآتي تاريخ تطور عتاد وسلاح القوات الجوية العربية السورية منذ 1990 وحتى 2012، كما يَشمل العقود المستقبلية لشراء الطائرات حتى سنة 2015:
| اسم المركبة          | بلد التصنيع      | 1990 | 1995 | 2000 | 2005 | 2010 | 2012 | 2015 |
| -------------------- | ---------------- | ---- | ---- | ---- | ---- | ---- | ---- | ---- |
| ميغ-17               | روسيا            | 38   |      |      |      |      |      |      |
| ميغ-21 فيشبد إتش/جيه | الاتحاد السوفيتي | 172  | 160  | 170  | 200  | 159  | 159  | 159  |
| ميغ-23 بي إن         | الاتحاد السوفيتي | 60   | 44   | 44   | 60   | 60   | 60   | 60   |
| ميغ-29 إم تي         | الاتحاد السوفيتي |      |      |      |      |      |      | 24   |
| سو-7                 | الاتحاد السوفيتي | 15   |      |      |      |      |      |      |
| سو-20                | الاتحاد السوفيتي | 35   |      |      |      |      |      |      |
| سو-22                | الاتحاد السوفيتي |      | 90   | 90   | 50   | 50   | 50   | 50   |
| سو-24                | الاتحاد السوفيتي | 22   | 20   | 20   | 20   | 20   | 20   | 20   |
| ميغ-31               | الاتحاد السوفيتي |      |      |      |      |      |      | 8؟   |
| ميغ-29 إيه           | الاتحاد السوفيتي | 30   | 20   | 20   | 42   | 40   | 40   | 40   |
| ميغ-25               | الاتحاد السوفيتي | 30   | 30   | 30   | 30   | 30   | 30   | 30   |
| ميغ-23 إم إل دي      | الاتحاد السوفيتي | 80   | 90   | 90   | 107  | 80   | 80   | 80   |
| ميغ-25 آر            | الاتحاد السوفيتي | 6    | 6    | 6    | 8    | 8    | 8    | 8    |
| ميغ-21 فيشبد إتش/جيه | الاتحاد السوفيتي | 6    | 8    | 8    | 40   | 40   | 40   | 40   |
| ميل مي-8 هيب جيه/كيه | الاتحاد السوفيتي | 8    | 10   |      |      |      |      |      |
| أنتونوف أن-12        | الاتحاد السوفيتي | 6    |      |      |      |      |      |      |
| أنتونوف أن-24        | الاتحاد السوفيتي | 4    | 4    | 1    | 1    | 1    | 1    |      |
| أنتونوف أن-26        | الاتحاد السوفيتي | 5    | 5    | 5    | 6    | 6    | 6    | 6    |
| داسو فالكون 20       | فرنسا            | 2    | 2    | 2    | 2    | 2    | 2    | 2    |
| داسو فالكون 900      | فرنسا            |      |      | 1    |      |      | 1    |      |
| إليوشن إي أل-76      | الاتحاد السوفيتي | 4    | 4    | 4    | 4    | 4    | 4    | 4    |
| بايبر با-31 نفاجو    | الولايات المتحدة |      |      |      | 2    | 2    | 2    | 2    |
| ياكوفليف ياك-40      | الاتحاد السوفيتي | 7    | 7    | 7    | 6    | 6    | 6    | 6    |
| تو-134               | الاتحاد السوفيتي |      | 6    | 6    |      |      |      |      |
| ميغ-29 يو بي         | الاتحاد السوفيتي |      |      |      | 6    | ~6   | ~6   | ~6   |
| آرو إل-29 ألباتروس   | تشيكوسلوفاكيا    | 10   | 10   |      |      |      |      |      |
| آرو إل-39 ألباتروس   | تشيكوسلوفاكيا    | 90   | 80   | 80   | 70   | 70   | 70   | 70   |
| إم بي 23 فلامنغو     | ألمانيا          | 20   | 20   | 20   | 35   | 35   | 35   | 35   |
| ميغ-21 يو            | الاتحاد السوفيتي | 50   | 20   | 20   | 20   | 20   | 20   | 20   |
| ميغ-23 يو إم         | الاتحاد السوفيتي | 16   | 6    | 6    | 6    | 6    | 6    | 6    |
| ميغ-25 يو            | الاتحاد السوفيتي | 5    | 5    | 5    | 2    | 2    |      |      |
| سو-7 يو              | الاتحاد السوفيتي | 5    |      |      |      |      |      |      |
| إم إف آي-17          | باكستان          |      | 6    | 6    | 6    | 6    | 6    | 6    |
| ياكوفليف ياك-130     | روسيا            |      |      |      |      |      | 36   | 36   |
| ميل مي-2             | بولندا           | 10   | 18   | 10   | 20   | 20   | 20   | 20   |
| ميل مي-8             | الاتحاد السوفيتي | 10   | ~60  | ~60  | 138  | 100  | 100  | 100  |
| ميل مي-17            | الاتحاد السوفيتي | 45   | ~40  | ~40  |      |      |      |      |
| ميل مي-25            | الاتحاد السوفيتي | 50   | 50   | 48   |      |      |      |      |
| سا-342 غازيل         | فرنسا            | 50   | 50   | 39   | 35   | 35   | 35   | 35   |

## التنظيم العسكري

### التقسيمات العسكرية
تنقسم القوات الجوية العربية السورية إلى 25 سرباً مقاتلاً تقريباً موزعة على مطارات البلاد العسكرية المختلفة.

### القواعد العسكرية
يُوجد 26 مطاراً عسكرياً في سوريا بطرق معبَّدة، وأما عدد مطاراتها بطرق غير معبدة فيصل إلى 80 مطاراً.

### الرتب
الرتب العسكرية في القوات الجوية العربية السورية مع شاراتها:
- ملازم: نجمة واحدة.
- ملازم أول: نجمتان.
- نقيب: ثلاثة نجوم.
- رائد: نسر.
- مقدم: نسر ونجمة واحدة.
- عقيد: نسر ونجمتان.
- عميد: نسر وثلاثة نجوم.

## الفروع

### الدفاع الجوي
توجه سوريا ودعماً كبيرين نسبياً نحو منظومات الدفاع الجويّ. فلدى الجيش أكثر من 2,000 مدفع مضاد للطائرات وأكثر من 4,100 بطارية سام، وهي في معظمها - مثلها في ذلك مثل كل قطاعات الجيش - أسلحة سوفيتية الصنع. تتبع قوات الدفاع الجويّ السورية قيادة الدفاع الجوي، وهي قيادة فرعية تابعة لقيادة القوات الجوية العربية السورية. يَبلغ قوام قوات الدفاع الجوي السورية 60,000 جندي (وهم غير مشمولين مع جنود القوات الجوية الـ40,000)، يَتحكمون بفرقتين مضادَّتين للطائرات، هُما الفرقتان الـ24 و26 مضادتي الطيران في الجيش العربي السوري، تشملان بدورهما 25 لواء دفاع جويّ تتحكمان بما يُقدَّر بـ130 بطارية سام، معظمها مسلحة بصواريخ من طرازي سا-2 وسا-3، و8 منها مسلحة بصواريخ سا-5، كما أن لديها 27 بطارية مسلحة بصواريخ سا-6 و14 بطارية بسا-8 و12 بطارية بسا-22، فضلاً عن عد يُقدر بـ4,000 مدفع مضاد للطائرات بعيارات تصل إلى 100 مم.
كان للدفاع الجوي السوري دور فعَّال جداً في حروب سوريا مع إسرائيل. ففي حرب سنة 1967 خسرت إسرائيل 34 من أصل 46 طائرة في الحرب كلها ببطاريات سام ومنظومات الدفاع الجوي الأخرى، وأما في حرب تشرين فقد خسرت 99 من أصل 114 طائرة خسرتها في مجمل الحرب بمنظومات الدفاع الجوي (وتشمل هذه الإحصائيات الدفاعين الجويَّين السوري والمصري كليهما). لكن القوات الجوية الإسرائيلية طوَّرت قدراتها كثيراً في أيام حرب لبنان سنة 1982 لتستطيع التصدّي لبطاريات سام التي كانت أغلب خسائرها على يدها في الحروب السابقة، وكانت النتيجة أن استطاعت تدمير 28 بطارية و80 إلى 90 طائرة سورية خلال شهرين من القتال (أغلبها دمرت في معركة البقاع)، مع خسارة أقل من 10 طائرات إسرائيلية. وإثر هذه الهزائم الكبيرة فقد بدأت سوريا بتطوير أنظمة الدفاع الجوي عندها كثيراً بعد الحرب، وحصلت على الكثير من أسلحة الدفاع الجوي الحديثة من روسيا في سنة 1983 والسنوات اللاحقة، غير أن الطيران الإسرائيلي لا زال يتفوَّق عليها بمرات عديدة حتى الآن. وقد سرت تقارير عن وجود نوايا لسوريا بشراء بطاريات أحدث من روسيا من طرازي سا-10 وسا-11 في سنتي 2000 و2001، غير أنها لم تشتر أياً منها في نهاية المطاف، ولا زالت أغلب بطاريات الدفاع الجوي السوري حالياً تعود إلى الخمسينيات والسيتينيات، وبعضها إلى السبعينيات على الأكثر، ما عدى صواريخ سا-22 الحديثة نسبياً والقادرة على تتبع 12 هدف والتعامل مع 4 أهداف في نفس الوقت، والتي تتميز بسرعة انتقالها وتضم مدفعاً مضاداً للطائرات، وقد حصلت سوريا على عدد منها من روسيا حديثاً.

## الكفاءة القتالية

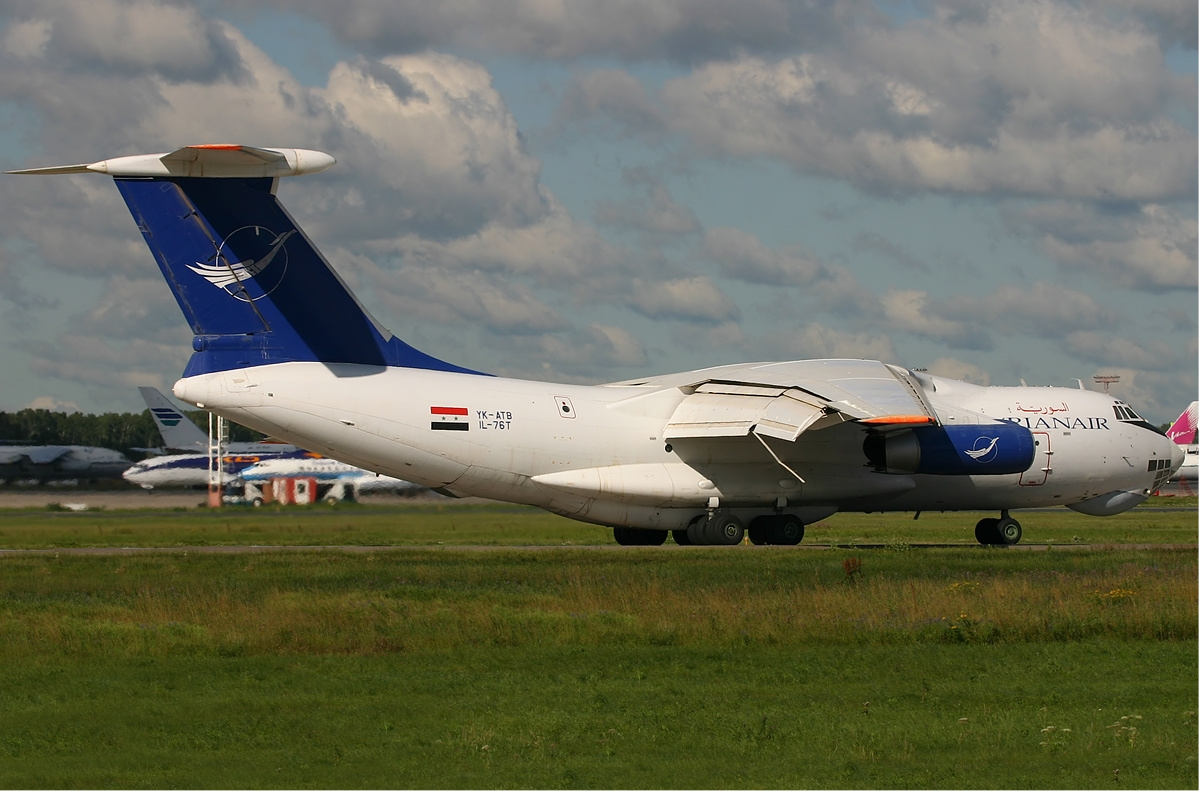
طائرة نقل سورية من طراز إليوشين-76، تستخدم مثلها القوات الجوية السورية.

على الرغم من أن القوات الجوية العربية السورية تُعد واحدة من أضخم القوات الجوية في الوطن العربي بأكمله، فإنها في الواقع تفتقر إلى التسليح الحديث وأنظمة الاتصال المتطورة، وتوحي تكتيكاتها العسكرية خلال الحروب التي خاضتها بضعف في التخطيط العسكري وقلة خبرة وكفاءة قتاليَّين، لكن مع ذلك كله فهي لا تزال تشكل تهديداً نسبياً للدفاع الجوي الإسرائيلي، ومن المحتمل أنها ستكون قادرة على اختراقه مع تكبُّد كم كبير من الخسائر.
تكبَّدت القوات الجوية السورية خسائر ضخمة في حروبها مع إسرائيل في سنوات 1967 و1973 و1982، إذ أنها خسرت خلال الحروب في فترة 1967 - 1973 والاشتباكات المتفرقة التي تخللتها أكثر من 300 طائرة، فيما خسرت إسرائيل خلال هذه الحروب 200 طائرة فحسب على الجبهتين السورية والمصرية مجتمعتين. وقد جاءت خسائر سوريا الكبرى في حرب لبنان سنة 1982، عندما خسرت 100 طائرة من قواتها الجوية و19 بطارية سام من قوات الدفاع الجوي، مقابل إسقاط ما لا يَزيد عن 10 طائرات إسرائيلية في الحرب بأكملها.
لكن منذ ذلك الوقت فإن القوات الجوية العربية السورية لم تخض أي حروب، وقد واجهت بسبب ذلك مشاكل في الحفاظ على مستوى خبرتها وكفاءتها القتالية والقيام بطلعات جوية كافية خلال حقبة الثمانينيات والتسعينيات. كما أن انهيار الاتحاد السوفيتي أدَّى إلى تفاقم المشكلة، حيث انقطع سيل التسليح المتطوّر عنها، وفضلاً عن هذا الأمر فإن الكثير من طائرات القوات الجوية قديمة الطراز بدأت بالهرم بسرعة أكثر وأكثر، وأصبحت صيانتها المستمرَّة مكلفة وصعبة، وقد أثر هذا على كفاءة سلاح الجو القتالية ككل.

## العتاد والتسليح
تمتلك القوات الجوية العربية السورية 452 طائرة وهي:
208 مقاتلات ومعترضات
18 قاذفة
5 طائرات نقل عسكرية
67 طائرة تدريب
154 مروحية
27 مروحية هجومية
يُبين الجدول الآتي كافة طرازات طائرات ومروحيات القوات الجوية العربية السورية:
| المركبة                         | الطراز                          | بلد التصنيع                     | صورة                            |                                 |
| المقاتلات وطائرات الهجوم الأرضي | المقاتلات وطائرات الهجوم الأرضي | المقاتلات وطائرات الهجوم الأرضي | المقاتلات وطائرات الهجوم الأرضي | المقاتلات وطائرات الهجوم الأرضي |
| ------------------------------- | ------------------------------- | ------------------------------- | ------------------------------- | ------------------------------- |
| ميغ-21                          | ميغ-21 فيشبد                    | الاتحاد السوفيتي                |                                 |                                 |
| ميغ-23                          | ميغ-23 بي إن                    | الاتحاد السوفيتي                |                                 |                                 |
| ميغ-23                          | ميغ-23 إم إل دي                 | الاتحاد السوفيتي                |                                 |                                 |
| ميغ-29                          | ميغ-29 فولكرم إيه               | الاتحاد السوفيتي                |                                 |                                 |
| ميغ-25                          | ميغ-25 فوكسبات                  | الاتحاد السوفيتي                |                                 |                                 |
| سوخوي سو-22                     |                                 | الاتحاد السوفيتي                |                                 |                                 |
| سوخوي سو-24                     |                                 | الاتحاد السوفيتي                |                                 |                                 |
| طائرات الاستطلاع                |                                 |                                 |                                 |                                 |
| ميغ-25                          | ميغ-25 آر                       | الاتحاد السوفيتي                |                                 |                                 |
| ميغ-21                          | ميغ-25 فيشبد إتش/جيه            | الاتحاد السوفيتي                |                                 |                                 |
| طائرات النقل                    |                                 |                                 |                                 |                                 |
| أنتونوف أن-24                   |                                 | الاتحاد السوفيتي                |                                 |                                 |
| أنتونوف أن-26                   |                                 | الاتحاد السوفيتي                |                                 |                                 |
| دا 20                           | داسو فالكون 20                  | فرنسا                           |                                 |                                 |
| دا 900                          | داسو فالكون 900                 | فرنسا                           |                                 |                                 |
| إليوشن-76                       | إليوشن آي آي-76                 | الاتحاد السوفيتي                |                                 |                                 |
| با-31                           | بايبر با-31 نفاجاو              | الولايات المتحدة                |                                 |                                 |
| ياك-40                          | ياكوفليف ياك-40                 | الاتحاد السوفيتي                |                                 |                                 |
| طائرات التدريب                  |                                 |                                 |                                 |                                 |
| إل-39                           |                                 | تشيكوسلوفاكيا                   |                                 |                                 |
| إم بي 223 فلامنغو               |                                 | ألمانيا                         |                                 |                                 |
| ميغ-21                          | ميغ-21 يو                       | الاتحاد السوفيتي                |                                 |                                 |
| ميغ-23                          | ميغ-23 يو إم                    | الاتحاد السوفيتي                |                                 |                                 |
| إم إف آي-17                     | إم إف آي-17 مشاق                | باكستان                         |                                 |                                 |
| ياك-130                         |                                 | روسيا                           |                                 |                                 |
| المروحيات الهجومية              |                                 |                                 |                                 |                                 |
| ميل مي-25                       |                                 | الاتحاد السوفيتي                |                                 |                                 |
| ميل مي-2                        |                                 | بولندا                          |                                 |                                 |
| سا-342                          | سا-342 إل غازيل                 | فرنسا                           |                                 |                                 |
| مروحيات النقل                   |                                 |                                 |                                 |                                 |
| ميل مي-8                        |                                 | الاتحاد السوفيتي                |                                 |                                 |
| ميل مي-17                       |                                 | الاتحاد السوفيتي                |                                 |                                 |

## وصلات خارجية
- نحن النسور - نشيد القوى الجوية السورية على يوتيوب